# Нофех
32°02′40″ пн. ш. 34°55′13″ сх. д. / 32.044444444444° пн. ш. 34.920277777778° сх. д.
Нофех (івр. נֹפֶךְ, נופך; «карбункул») — общинне поселення в центральній частині Ізраїлю. Розташоване в Шефелі, перебуває під юрисдикцією регіональної ради Хевель Моді'ін. У 2019 році тут проживало 588 осіб.

## Назва
Назване на честь одного з 12 каменів у хошені, священному нагруднику, який носив єврейський первосвященик, про ці камені згадується у Біблії (2 М. 28:18). На честь інших каменів назвали сусідні поселення Шогам, Барекет, Лешем і Ахлама (колишня назва Бейт-Аріфа).

## Історія
Поселення заснували іммігранти з Марокко в 1949 році на території знелюдненого палестинського села Рантія.

## Виноски
1. ↑  "Population in the Localities 2019" (XLS). Israel Central Bureau of Statistics. Процитовано 23.01.2022.
2. ↑  Carta (1993). Carta's Official Guide to Israel and Complete Gazetteer to all Sites in the Holy Land (вид. 3rd). Carta. с. 370. ISBN 965-220-186-3.
3. ↑  Khalidi, Walid (1992). All that Remains: The Palestinian Villages Occupied and Depopulated by Israel in 1948. Washington DC: Institute for Palestine Studies. с. 252. ISBN 0-88728-224-5.